# Ljeskove vode
Ljeskove vode umjetno je jezerce s branom visokom 10 m. Smješteno je 2 km sjeverno od naselja Korduševci, na južnim padinama Dilj gore. Omeđuju ga tri brda, a u samoj udolini spajaju se dva potoka. Sa svih je strana okruženo gustom hrastovom, bukovom, grabovom i borovom šumom bogatom različitom divljači. Osim za kupanje i rekreaciju, jezero je tijekom godine pogodno i za ribolov.